# Конгеровидні
Конгеровидні (Congroidei) — підряд риб ряду вугроподібних (Anguilliformes).
Від решти вугроподібних їх відрізняють лобові кістки, що зрослися між собою, та окостеніння елементів глоткових дуг. Морфологічні дані, що вказують на спорідненість членів підряду, загалом були підтверджені молекулярними дослідженнями.
Включає 6 родин, 108 родів і 655 видів.
Склад:
- Родина Колоконгерові (Colocongridae)  Smith, 1976
- Родина Деріхтові (Derichthyidae)  Gill, 1884
- Родина Офіхтові (Ophichthidae)  Günther, 1870
- Родина Муренощукові (Muraenesocidae)  Kaup, 1859
- Родина Неттастомові (Nettastomatidae)  Kaup, 1859
- Родина Конгерові (Congridae)  Kaup, 1856